# Sportcomplex Gulden Kamer
Het Sportcomplex Gulden Kamer is een complex van sportfaciliteiten in de Brugse deelgemeente Sint-Kruis.
Op de buitenvelden kan men voetbal, krachtbal, cricket, padel, krolf en oriëntatieloop oefenen. Er zijn twee voetbalvelden voorbehouden voor de voetbalclub Dosko Sint-Kruis en een voetbalveld voor de voetbalclub Cerkelladies Brugge. Daarnaast zijn er nog zeven voetbalvelden, een kunstgrasveld, een frisbeeveld, een krachtbalveld en een cricketveld. 
In de sporthal kunnen gevechtssporten, gymnastiek, dans en yoga worden beoefend. Er is een judotatami en een verharde vloer voor gymnastiek en dans.
Daarnaast bevindt zich op het complex twee trapvelden, een mini-pitch voor minivoetbal, een basketbalveld, een skatepark, een speelplein, een speelbos en een hondenloopweide.